# ロンロバ!
ロンロバ! シリーズは、TBS系列で2003年から2004年までに放送された一連のトーク番組。司会はロンドンブーツ1号2号とロバート。

## 出演者
司会
- ロンドンブーツ1号2号
  - 田村淳
  - 田村亮
- ロバート
  - 山本博
  - 秋山竜次
  - 馬場裕之

## ロンロバ!ハイティーンブギ!
- 2003年4月3日（2日深夜） - 9月25日（24日深夜）、毎週水曜深夜に放送された。
- 主に1980年代＝アイドル黄金期に活躍した元アイドルを招き、「時効トークベスト5」では今だから言える秘話、「ヤング秋山のスポットカルト」では写真集やVTRなどの活動記録を紹介した。
- 主なゲストは 田原俊彦・伊藤つかさ・早見優・松本典子・杉浦幸・中村由真・新田恵利（元おニャン子クラブ）・渡辺美奈代（同）・諸星和己（光GENJI）・浅香唯・鈴木早智子（元Wink）・杉本彩など。
- 1980年代歌番組を意識した演出で、司会の5人は男性アイドルグループのような設定。色違いのトレーナーを着用していた。女性アシスタントもチアリーダー風の衣装をまとっていた。またセットには『ザ・ベストテン』風のランキングボードを使用した。

## ロンロバ!全力投球!
- 放送時間が繰り上がり全国放送となった。2003年10月2日 - 2004年3月25日、毎週木曜深夜に放送（「Pooh!」枠）。
- パロディタイトルは『たのきん全力投球!』をモチーフとしている。
- オープニングでは本家と同じ「ミスターフライング」をMCの5人が歌うという高い再限度のパロディを行っている。田原のパートを亮と秋山、続く野村のパ－トを山本と馬場、近藤のパートを淳がソロで歌っていた。
- 内容は「ハイティーンブギ」とほぼ同じだが、より幅広い世代のゲストを招いた。またマニアックな視聴者投稿を受けてマイナーな元アイドルを発掘する「探して!全力投球」というコーナーもあった。
- 主なゲストは 香坂みゆき・大場久美子・三原じゅん子・柏原芳恵・高部知子（元わらべ）・布川敏和（元シブがき隊）・高杢禎彦&鶴久政治（元チェッカーズ）・国生さゆり（元おニャン子クラブ）・島崎和歌子・細川ふみえなど。
- お手伝いの女性アイドル「ポニーズ」として仲程仁美、栗田梨子（現・石原あつ美）、岩佐真悠子の3人組が出演していた。
- 辻沢杏子がゲストに来た際、スタッフのヘイポーが乱入して握手してもらい、個人的趣味で番組を企画したことを明言している。
- この番組も1980年代のテレビ番組を意識した作りで、エンディングロールのTBSのロゴも1980年代のロゴを使用する芸の細かさだった。

## ロンロバ!金メダル!
- 「全力投球」と同じ時間帯で、2004年4月1日 - 9月30日放送。
- 準レギュラーとして「ゴールデンガール」と呼ばれる女性タレント1名が参加。大半の回で安めぐみが務めた（それ以外は、熊田曜子など）。
- 内容を一新。共通のジャンルに属するゲスト3組を招き、家族やマネージャーなどの証言を交えてトークした。
- しかし5月からリニューアルし、有名タレントが推薦する「熟成スター」（下積みが長いタレント等）を紹介するようになった。それ以降のゲストは ふじいあきら・ほっしゃん。・安田大サーカス・ペナルティ・次長課長など。既に活躍している若手芸人やマジシャンが多くなり、他のバラエティ番組との差が次第に薄れていった。
- アシスタントは里中あやと福下恵美の「ペアーズ」。番組終盤では福下イチオシにより他のレギュラー陣が誰も知らなかったラジオDJの宮川賢がゲストに呼ばれた上、最終回のゲストは（当然｢番組終了｣という事情によるものと思われるが）彼女達二人が務めるなど活躍した。因みに里中は番組の中で本名の読み「あでがわ・あやの」が憶えにくいからとマネージャーに勝手に芸名をつけられたことや、中学生の頃ロンブーのCMにエキストラで出演した際、淳に優しく声をかけてもらったエピソードなどを語っていた。

## もう時効だヨ全員集合 史上最強!花の芸能界オフレコトークバトル
「ハイティーンブギ」「全力投球」の成功を受けて放送されたゴールデンタイムの特番。ロンドンブーツ1号2号と大和田獏が司会を務め、ロバートは脇役に回った。メインゲストの若き日の"伝説"をロバートが再現ドラマにして紹介した。

### 第1弾 2004年5月14日
- 「スーパーフライデー」枠(18:55 - 20:54)に放送。当初は2004年4月13日に放送する予定だったが、いかりや長介の死去による特別番組「追悼特別番組・長さんだよ!全員集合」が3月27日に放送された関係で予定された4月13日に「ウンナンのものすごく気分は上々!お待たせ10万円の旅スペシャル 10万円の旅in沖縄」に変更され、この日に放送された。
- 1人目のゲストは大橋巨泉。往年の人気番組『クイズダービー』を再現した。
  - 司会：大橋巨泉　出題：小池達子

解答者
  - 1枠：篠沢秀夫（成績1勝4敗。倍率：8・4・8・5・14）
  - 2枠：井森美幸（成績2勝3敗。倍率：5・5・6・5・12）
  - 3枠：はらたいら（成績3勝2敗。倍率：2・3・2・3・4）
  - 4枠：竹下景子（成績5戦全勝。倍率：3・2・4・2・6）
  - 5枠：田村淳（ロンドンブーツ1号2号、成績2勝3敗。倍率：7・5・5・4・18）

出場者
  - ■赤チーム：大和田獏、秋山竜次（ロバート）、山本博（ロバート）＜賞金獲得額：58,000円＞
  - ■黄チーム：ラサール石井、島崎和歌子＜賞金獲得額：0円＞

  - ■緑チーム：田村亮（ロンドンブーツ1号2号）、馬場裕之（ロバート）、安めぐみ＜賞金獲得額：0円＞
- 2人目のゲストは浜田雅功。公私ともによく知るココリコや、加勢大周らドラマ共演者も登場。めったに話さない妻・小川菜摘との馴れ初めなどをトーク。

### 第2弾 2004年10月1日
- 21:00 - 22:54に放送。
- 中部日本放送テレビ（現在のCBCテレビ、東海ローカル）は「燃えよドラゴンズ!・中日×広島戦」の試合が継続した為、大幅に変更され、音声が主音声を当番組・副音声を中日戦の実況放送+画面は当番組をワイプ画面になり・ほぼ全面中日戦になったり、中日の攻撃時は画面を全面に切り替えたりした。
- メインゲストは島田紳助。良きライバル明石家さんまとの関係など貴重なエピソードを語った。
- 松本伊代・早見優など元アイドル多数を招いたトークがあり、「ハイティーンブギ」「全力投球」の再現となった。
- 当時のマジックブームを反映し、個性派マジシャン多数を招いたコーナーもあった。

## スタッフ
- 作・構成 : 松本真一、たちばなひとなり、塩野智章
- 演出 : 斉藤敏豪/つかさ、川田忠仁、今滝陽介
- プロデューサー : 小笠原知宏、櫟本憲勝（TBS）/伊藤公樹、奥井剛平（吉本興業）
- 技術協力 : 東通、麻布プラザ、戯音工房
- 美術協力 : アックス
- 制作協力 : 吉本興業、バックアップメディア
- 制作 : TBSエンタテインメント
- 製作著作 : TBS